# Laguna Leche
Laguna Leche är en sjö i Argentina.   Den ligger i provinsen Santa Cruz, i den södra delen av landet, 1 700 km sydväst om huvudstaden Buenos Aires. Laguna Leche ligger 168 meter över havet.
Trakten runt Laguna Leche består i huvudsak av gräsmarker. Trakten runt Laguna Leche är nära nog obefolkad, med mindre än två invånare per kvadratkilometer.